# Episodi di Deadbeat (prima stagione)
La prima stagione della serie televisiva Deadbeat negli Stati Uniti è stata pubblicata su Hulu il 9 aprile 2014.
In Italia la stagione è stata pubblicata su Mediaset Infinity il 25 giugno 2015 e successivamente trasmessa in prima visione sul canale pay Joi dal 3 novembre al 1º dicembre 2015.
| nº | Titolo originale         | Titolo italiano        | Pubblicazione USA | Pubblicazione Italia |
| -- | ------------------------ | ---------------------- | ----------------- | -------------------- |
| 1  | The Sexorcism            | Medium extralarge      | 9 aprile 2014     | 25 giugno 2015       |
| 2  | The Hot God Contest      | Gastro-vendetta        | 9 aprile 2014     | 25 giugno 2015       |
| 3  | The Knockoff             | Passo falso            | 9 aprile 2014     | 25 giugno 2015       |
| 4  | The Comedium             | Il fanta-comico        | 9 aprile 2014     | 25 giugno 2015       |
| 5  | Out-Of-Body Issues       | Il verme solitario     | 9 aprile 2014     | 25 giugno 2015       |
| 6  | Raising the Dead         | Halloween con sorpresa | 9 aprile 2014     | 25 giugno 2015       |
| 7  | Calamityville Horror     | La casa degli orrori   | 9 aprile 2014     | 25 giugno 2015       |
| 8  | The Ghost in the Machine | Reazioni a catena      | 9 aprile 2014     | 25 giugno 2015       |
| 9  | Sixty Feet Under         | La sfida               | 9 aprile 2014     | 25 giugno 2015       |
| 10 | Pieces of Sue            | Il mostro della metro  | 9 aprile 2014     | 25 giugno 2015       |

## Medium extralarge
- Titolo originale: The Sexorcism
- Diretto da: Troy Miller
- Scritto da: Cody Heller e Brett Konner

### Trama
Brooklyn, New York. il pigro e inetto medium sovrappeso Kevin Pacalioglu, detto "Pac", vivacchia tra grandi quantitativi di droga e occasionali disinfestazioni a pagamento, soddisfacendo i conti lasciati in sospeso dai defunti di modo da permettere alle loro anime di riposare in pace e "andare verso la luce". Daniel, spirito di un ragazzo ucciso durante la seconda guerra mondiale e morto vergine, prima di andarsene definitivamente desidera fare sesso con la sua ragazza di allora, Angie; Pac convince quindi la donna (ormai anziana) a consumare un rapporto con il fantasma servendosi del suo corpo come tramite ma, a esorcismo concluso, riesce tuttavia a rimediare solamente il necessario per pagare tre mesi d'affitto arretrato e non venire sfrattato. Quella sera, partecipando alla presentazione del libro della celebre medium Camomile White, Pac scopre che essa non possiede alcun potere soprannaturale e sbugiarda le sue affermazioni riguardo ad un decesso avvenuto nella libreria in cui si svolge l'evento. Furiosa, Camomile aggredisce Pac per strada colpendolo tanto forte da far sì che le vomiti addosso.
- Altri interpreti: Paul Iacono (Daniel), Diane Martella (Angela "Angie" Dinucci), Danielle Dallacco (nipote di Angie/Angie da giovane), Todd Alan Crain (Wesley), Iliza Shlesinger (Shelly), Jeremy Lawrence (nonno Charlie).

## Gastro-vendetta
- Titolo originale: The Hot God Contest
- Diretto da: Troy Miller
- Scritto da: Cody Heller e Brett Konner

### Trama
Dopo che le ha rovinato il tailleur, Camomile obbliga Pac a pagarle il conto della lavanderia; per guadagnare i soldi necessari il medium accetta un lavoro rimediatogli dal suo unico amico (nonché spacciatore) Roofie: disinfestare i locali di un ospedale dal fantasma di Hiro Tamagachi, un mangiatore professionista di hot-dog il cui stomaco, dopo la morte, è stato donato a un ebreo ortodosso Menachem Mendel. Per soddisfare le ultime volontà di Hiro, ossia sconfiggere il suo rivale, Johnny Praline, il medium convince Menachem a infrangere il kasherùt e partecipare all'imminente gara di mangiatori di hot-dog che però, per una serie di equivoci, viene vinta da Pac; ciò provoca l'ira di Menachem (che ha infranto il suo credo per niente) ma non impedisce a Hiro di "andare verso la luce" in quanto non ha mai desiderato vincere ma soltanto vedere Praline perdere. Soddisfatto, Pac porta a Camomile un traveler's check per pagarle la lavanderia ma essa, desiderando il pagamento solo per affermare la sua autorità, lo straccia davanti ai suoi occhi.
- Altri interpreti: Telly Leung (Hiro Tamagachi), Modi Rosenfeld (Menachem Mendel), Casey Jost (Johnny Praline), Paul Fitzgerald ("detective Crosby"), Phillip Anthony Jackson ("detective Simmons"), Carson Elrod (Vesuvius).

## Passo falso
- Titolo originale: The Knockoff
- Diretto da: Troy Miller
- Scritto da: David Baldy, Cody Heller e Brett Konner

### Trama
Per pagare a Roofie i debiti che ha nei suoi confronti, Pac accetta di tenere aperta per conto suo l'edicola che usa per ripulire il denaro fatto con la droga; poco dopo aver aperto il negozio viene però avvicinato da un venditore di contrabbando chiamato "Gucci Man", che gli chiede di aiutarlo con una delle sue coperte, infestata dallo spettro del suo amico "Dita Scosse", il quale si occupava di registrare film pirata ma, a causa dei tremori delle sue mani, si è guadagnato il soprannome che detesta ma che, prima di morire, era riuscito a registrare un film perfettamente fermo e vorrebbe che Pac lo recuperasse di modo da mostrarlo ai suoi amici per liberarsi del nomignolo. Oltre al film "Dita Scosse" ha però ripreso anche un omicidio commesso dagli uomini della grottesca mafia svedese che, per tutelarsi, rapiscono Pac e, dopo aver avuto la conferma dei suoi poteri extrasensoriali, decidono di ucciderlo; prima che avvenga l'esecuzione tutti i membri della mafia svedese rivelano però di essere agenti sotto copertura di varie agenzie governative e, sebbene la cassetta con il film di "Dita Scosse" venga distrutta, egli riesce comunque a "andare verso la luce" nel momento in cui "Gucci Man" ammette di avergli dato il soprannome non per deriderlo ma per amicizia. Tornato all'edicola, Pac racconta a Roofie l'accaduto e questi ha l'idea di servirsi del negozio per promuovere l'attività del medium.
- Altri interpreti: Godfrey (Melvin "Dita Scosse"), Dean Edwards ("Gucci Man"), Darrell Hammond (Don Niklas Soderbergh), Casper Andreas (Magnus), James Francis Ginty (Sievert), Tim Haber (Bjorn), Nils Lawton (Anders), Pawel Szajda (Mikael).

## Il fanta-comico
- Titolo originale: The Comedium
- Diretto da: Troy Miller
- Scritto da: Cody Heller, Brett Konner e Monica Padrick

### Trama
Gli affari di Pac all'edicola iniziano lentamente ad ingranare nonostante le continue apparizioni di un piccolo e vorace blob che infine decide di ospitare a casa sua; Darcy Baldo, proprietaria di un club di cabaret, avvicina il medium affinché disinfesti il suo locale dallo spirito di Buddy Silvers uno stand-up comedian le cui gag si basano su malignità sulla moglie e che, al pensiero di ricongiungersi ad essa, preferisce la vita da fantasma. Pac porta allora ad assistere allo spettacolo di Silvers un gruppo di donne morte nel corso di una festa di addio al nubilato convincendolo a cambiare locale e trovandosi in seguito costretto a mostrare loro il pene per farle "andare verso la luce"; successivamente però, il comico ritorna e, dopo un confronto con Pac, ammette di aver semplicemente dimenticato quanto amasse sua moglie motivo per cui, raccontato il loro primo appuntamento con un breve monologo, la raggiunge nella luce. Quella sera Camomile attira Pac nel suo appartamento e, con l'inganno e i giri di parole, gli fa dire di non aver mai visto un fantasma, registra tutto sul suo computer e lo caccia poco dopo.
- Altri interpreti: Jason Kravits (Buddy Silvers), Samantha Bee (Darcy Baldo), Brett Konner (Blob), Modi Rosenfeld (Menachem Mendel), Nia Kingsley (sposa fantasma), Blake Perlman (damigella fantasma), Chris Matesevac (agente Billy Club).

## Il verme solitario
- Titolo originale: Out-Of-Body Issues
- Diretto da: Troy Miller
- Scritto da: Cody Heller e Brett Konner

### Trama
N'Cole, una modella dello United States of Apparel, chiede a Pac e Roofie di scacciare il fantasma che infesta il negozio di vestiti presso cui lavora; giunto sul posto il medium scopre che lo spettro in questione è quello di Alice, una giovane aspirante modella incapace di riposare in pace poiché le sue foto non sono state pubblicate dal proprietario del negozio, Reed Kelly. Pac riesce ad avere un colloquio con l'uomo nonostante questi sia affetto da cacomorfobia (paura delle persone grasse) convincendolo ad utilizzare le fotografie di Alice per disinfestare il suo negozio; la vanitosa ragazza non riesce tuttavia a trovare una foto che le piaccia motivo per il quale costringe Pac e Roofie a dissotterrare il suo corpo per farle prima un makeover e in seguito un nuovo servizio fotografico. Dopo che la foto del denutrito cadavere viene appesa in negozio una bambina, vedendola, afferma di voler diventare come Alice, la quale si rende conto che essa potrebbe sviluppare un disturbo alimentare a causa sua e che, dunque, è diventata una vera modella, motivo per il quale può "andare verso la luce". N'Cole si rifiuta di pagare il medium in quanto le foto di Alice hanno coperto le sue motivo per cui, quella notte, Pac cerca di tirarsi su con un allucinogeno e ha una serie di visioni in cui riaccompagna in Messico il fantasma della tenia che ha provocato la morte di Alice.
- Altri interpreti: Aja Naomi King (N'Cole), Justine Lupe (Alice), Brett Konner (Blob), Jason Biggs (Reed Kelly), Jessie Komitor (segretaria anoressica), Kayla Decker (bambina), Michael S. Chandler (fantasma della tenia messicana).
- Errori: Anziché "cacomorfobia", nel doppiaggio italiano la patologia di Kelly è chiamata "cacofobia", tuttavia quest'ultima non è la paura irrazionale di chi è in sovrappeso, bensì della bruttezza.

## Halloween con sorpresa
- Titolo originale: Raising the Dead
- Diretto da: Troy Miller
- Scritto da: David Baldy, Cody Heller e Brett Konner

### Trama
St. Annie Orphanage, 31 ottobre 1989. Dopo essere stato costretto da un altro bambino, Pac evoca in uno specchio lo spirito di Bloody Mary che, contrariamente alle aspettative, appare carina, dolce, gentile e con un seno scoperto, cosa che porta il ragazzino a sperimentare la prima erezione e a fare amicizia con lei infatuandosene e contattandola, da allora, ad ogni Halloween. Nel presente Pac, deciso a rivelare i suoi sentimenti a Mary, tenta di recuperare lo specchio del loro primo incontro dall'orfanotrofio ma la madre superiora accetta di cederglielo solo a patto che riesca a scacciare dal cortile dell'istituto lo spettro di un'orfanella aggressiva, Amber, che gli ruba un coltello e avvicina Camomile White e la sua assistente Sue durante la parata di Halloween a Greenwich Village; Pac riesce a rintracciare la bambina poco prima di mezzanotte e la allontana da Camomile accorgendosi troppo tardi che non aveva cattive intenzioni ma desiderava semplicemente avere una madre; contattata Mary dall'interno di un bagno chimico il medium si dichiara scoprendo però che essa lo ha sempre considerato come un figlio, motivo per il quale decide di affidarle Amber.
- Altri interpreti: Brooke Lyons (Bloody Mary), Ashley Gerasimovich (Amber), Brett Konner (Blob), Todd Alan Crain (Wesley), Audrie Neenan (suor Prete), Colin Buckingham (Tyson), Jeremy Shinder (Pac da bambino).

## La casa degli orrori
- Titolo originale: Calamityville Horror
- Diretto da: Troy Miller
- Scritto da: Cody Heller e Brett Konner

### Trama
Roofie acquista una casa pignorata su internet e vi si reca con Pac per risistemarla così da rivenderla poi rivendere al doppio del prezzo, una volta sul posto tuttavia i due scoprono che è infestato sia dagli spiriti dei precedenti proprietari, Jack e Julep Donaldson, uccisisi a vicenda poiché discordi sul colore di cui dipingere la cucina, che da quello della loro figlia trentenne Brianne, morta zitella per aver ingerito accidentalmente del veleno. Pac scopre che la coppia è rimasta sposata nonostante il forte astio unicamente per via della figlia e, dunque, propone loro di divorziare rassicurandoli che, sebbene non lo fosse all'epoca della loro morte (gli anni ottanta), col tempo è divenuta una cosa normale, inoltre riferisce a Brianne che una trentenne single è ora altrettanto comune, permettendo così a tutti e tre di "andare verso la luce".
- Altri interpreti: Ethan Phillips (Jack Donaldson), Mary Testa (Julep Donaldson), Halley Feiffer (Brianne Donaldson), Brett Konner (Blob), Paul Fitzgerald ("detective Crosby"), Phillip Anthony Jackson ("detective Simmons").

## Reazioni a catena
- Titolo originale: The Ghost in the Machine
- Diretto da: Troy Miller
- Scritto da: Cody Heller e Brett Konner

### Trama
Pac viene avvicinato da Jeremy, un imprenditore che intende far disinfestare l'appartamento del padre defunto di modo da affittarlo, il medium scopre tuttavia che tale luogo è abitato dallo spettro del nonno dell'uomo: Rube Goldberg, inventore dell'omonima macchina intenzionato a portare a compimento, tramite il suo aiuto, la sua macchina più elaborata; seguendo le indicazioni del fantasma, Pac si procura una molla sperimentale, una palla da bowling a quattro buchi e un criceto cieco scoprendo in seguito che tali oggetti non occorrevano al completamento della macchina di Rube Goldberg definitiva, ma le stesse azioni del medium hanno messo in moto tutto ciò: il postino a sei dita a cui Pac ne ha spezzato uno per rubare la palla da bowling si trova coinvolto in un incidente stradale (provocato da un aeroplanino lanciato da Goldberg) poiché incapace di frenare la bicicletta, ciò provoca il mancato arrivo di un catalogo che porta al licenziamento di un dipendente della fabbrica di molle sperimentali il quale, abbandonando il posto di lavoro provoca un incidente a seguito del quale Jeremy finisce in ospedale e incontra Sarah, la maestra della scuola elementare a cui Pac ha rotto la gamba per rubare un criceto, i due scoprono così di essere cugini. L'incidente stradale iniziale permette inoltre a Roofie di conoscere Steve Pindaco il sindaco di New York procurando a Pac un ingaggio da 10.000 $.
- Altri interpreti: Gerry Vichi (Rube Goldberg), Peter Grosz (Jeremy Goldberg), Jessica Stone (Sarah), Fajer Al-Kaisi (Qaddumi), Nikolas Kontomanolis (Taro Masalata), Brett Konner (Blob), Paul Fitzgerald (se stesso/"detective Crosby").

## La sfida
- Titolo originale: Sixty Feet Under
- Diretto da: Troy Miller
- Scritto da: Cody Heller e Brett Konner

### Trama
Il sindaco di New York Steve Pindaco assume Pac per esorcizzare la metropolitana, in quanto il completamento dei lavori è il cavallo di battaglia della sua campagna per la rielezione ma gli operai si rifiutano di proseguire poiché intimoriti da misteriose presenze paranormali. Indagando il medium scopre lo spettro di Mikey O'Shmidt, un manovale deceduto durante i lavori e rimasto intrappolato in una sorta di loop che lo porta a dimenticare e negare ciclicamente il fatto di non essere più in vita. Amareggiato ed incerto su come procedere, Pac decide di ubriacarsi in un bar imbattendosi in Sue, dopo aver iniziato a parlare del caso i due iniziano a legare e passano insieme una serata di bevute; il giorno successivo tuttavia, Pac scopre che Sue ha rivelato del caso a Camomile, la quale convince il sindaco a indire una sfida tra medium in diretta televisiva dal cantiere della metropolitana. Durante la sfida Pac riesce a far "andare verso la luce" Mikey ma Camomile si serve della registrazione fatta tempo prima per assumersi il merito dell'esorcismo e screditare il rivale di fronte alle telecamere; umiliato, Pac lascia la scena senza che nessuno gli creda quando riferisce ciò che gli ha rivelato Mikey prima di sparire, ovvero che ad infestare il tunnel è in realtà un altro fantasma estremamente aggressivo. Dopo che sono rimaste sole nella metro, Sue si ribella a Camomile rivelandole di fidarsi di Pac, il loro litigio viene però interrotto dal sopraggiungimento di una misteriosa entità che dilania Sue.
- Altri interpreti: Ray Wise (sindaco Steve Pindaco), Domenick Lombardozzi (Mikey O'Shmidt), Bill Army (assistente del sindaco), Brett Konner (Blob).

## Il mostro della metro
- Titolo originale: Pieces of Sue
- Diretto da: Troy Miller
- Scritto da: Cody Heller e Brett Konner

### Trama
Frustrato, umiliato e disilluso, Pac decide di passare il resto della sua vita ignorando i fantasmi e i loro problemi, tuttavia nel momento in cui lo spettro di Sue compare nel suo appartamento rivelandole di essere stata uccisa nella metropolitana e chiedendo perdono per il suo comportamento, il medium si lascia convincere a recuperare il corpo della ragazza così da esaudire le ultime volontà facendole un funerale in mare. Nel frattempo Camomile, preoccupata che lo spettro nella metro possa uccidere qualcuno dopo che lei ha dichiarato il posto sicuro, compromettendo così la sua credibilità, filma Pac mentre raccoglie e mette in una borsa il cadavere di Sue per poi costringerlo a disinfestare definitivamente la metro sotto la minaccia di incastrarlo per omicidio. Pac e Sue si recano dunque nei tunnel della metropolitana scoprendo che il fantasma aggressivo è l'ingegnere Daniel L. Turner, morto senza che nessuno gli avesse mai attribuito il merito dei lavori nella Second Avenue Subway; Sue decide allora di riscrivere la storia inserendo tale informazione su Wikipedia così da permettere al fantasma di "andare verso la luce"; approfittando della circostanza Roofie crea un articolo su Wikipedia anche per Pac mentre i propositi di vendetta di Camomile sfumano completamente nel momento in cui il blob distrugge tutti i suoi file sull'amico medium. Infine Pac si appresta a gettare il corpo di Sue nell'oceano (luogo che l'ha sempre fatta sentire in pace) tuttavia, non volendosi separare da lei, in segreto decide di tenere un suo dito con sé, convincendola che quello non fosse il suo vero conto in sospeso e dicendole che rimarrà al suo fianco per aiutarla a trovare quello vero.
- Altri interpreti: Todd Barry (Daniel L. Turner), Adrian Martinez (Hector), Brett Konner (Blob), Modi Rosenfeld (Menachem Mendel), Paul Fitzgerald (se stesso/"detective Crosby").